# 背肩胛神經
背肩胛神經（Nervus dorsalis scapulae）源自臂神经丛，一般由C5頸脊神經前支分出。該神經在離開C5後會穿入中斜角肌，並自提肩胛肌及菱狀肌的深層穿過。
該神經支配菱狀肌以及提肩胛肌，前者將肩胛骨向脊柱拉，後者則負責將肩胛骨上舉。若該神經受損可以觀察到患側的肩胛骨明顯遠離中線。如果要求患者作立正的姿勢，可以看到患者無法將肩膀向後夾。單獨傷到背肩胛神經基本上是相當少見的，一般會合併斜角肌傷害。
該神經可能會與背肩胛動脈伴行。若該條動脈不存在，則會與頸橫動脈深支伴行。

## 其他圖像

Brachial plexus
Brachial plexus with courses of spinal nerves shown
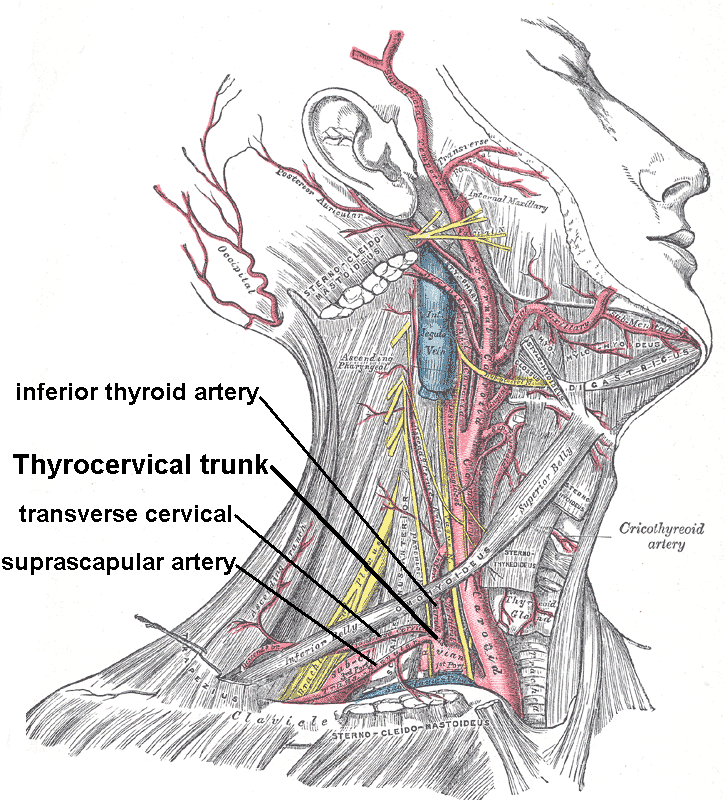
Deep Branch of Transverse Cervical running with Dorsal Scapular

## 外部連結
- 杜克大学医学中心整形外科計畫中的Dorsal scapular nerve

Template:Brachial plexus
1. ↑  . USA. ISBN 9780702051326.